# Kill Time Communication
Kill Time Communication (キルタイムコミュニケーション, Kirutaimukomyunikeshon) (KTC) é uma editora japonesa focada em material adulto, como Light novels, Artbook, Revistas adultas, Mangá. Fundada em 30 de Novembro de 1995. A partir de 2009 figura entre as cinco maiores editoras de manga erótico através da Core Magazine, Akane Shinsha, TI Net and Kubo Shoten.

## Revistas Publicadas

### 2D Dream Magazine
2D Dream Magazine (二次元ドリームマガジン) conhecida também por Nijigen Dream Magazine
 destinada ao público adulto masculino em 2001 inicializou uma edição especial da revista PC-DIY se tornando independente em 2004.

### Comic Unreal
Comic Unreal (コミックアンリアル) é um mangá pornográfico de tiragem bimestral, começou em 2006.

### Comic Valkyrie
Comic Valkyrie (コミックヴァルキリー, Komikku Varukiri) é uma revista de Mangá seinen de Ficção científica e Fantasia (gênero). Em 2007 foi lançado a Comic Valkyrie Hard, uma edição especial da Comic Valkyrie.